# Intervac
Intervac är ett organisation som förmedlar semesterbyten av bostäder med hjälp av sin databas och kataloger. Detta sätt att resa på är kulturellt berikande, bekvämt och ekonomiskt samt understödjer internationella kontakter och förståelse. Sedan 1950-talet har Intervac växt till över 15 000 medlemmar från mer än 50 länder.  Intervac är verksamt över hela världen, och är den äldsta organisationen i världen som erbjuder bostadsutbytestjänster i en och samma organisation.